# Jani Toivola

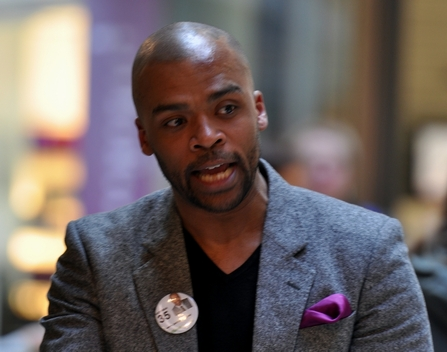
Jani Toivola (2011)

Jani Petteri Toivola (* 27. November 1977 in Vaasa) ist ein finnischer Schauspieler, Tänzer und Politiker der Partei Grüner Bund.

## Leben
Toivola wuchs als Sohn einer Finnin und eines Kenianers in Finnland auf. Er machte eine Ausbildung als Schauspieler und Tänzer, von 1999 bis 2002 im Herbert Berghof Studio in New York City. Seit 2005 war er am Theater und regelmäßig in Unterhaltungsshows des finnischen Fernsehens zu sehen.
Bei der Wahl in Finnland 2011 gelang ihm der Einzug als Abgeordneter für den Wahlkreis Uusimaa ins Parlament. 2015 ließ er Zweifel an einer erneuten Kandidatur aufkommen, trat aber doch an und wurde erneut in den Reichstag gewählt. Von Mai 2013 bis Juni 2015 war er zweiter stellvertretender Vorsitzender der Grünen-Fraktion. Wegen Depressionen und Erschöpfung ließ sich Toivola von Dezember 2016 bis Juli 2017 beurlauben.
Toivola lebt offen homosexuell, 2018 führte er die Parade zum Helsinki Pride an. 2013 ist er Vater einer Tochter geworden.
2018 wurden finanzielle Unregelmäßigkeiten in Zusammenhang mit seiner Abgeordnetentätigkeit publik: Er habe zu Unrecht Aufwandsentschädigungen für eine Wohnung in Riihimäki erhalten, falsche Angaben zum ständigen Wohnsitz gemacht und private Taxifahrten abgerechnet. Außerdem habe er dem Parlament Vorstandsgelder einer Jugendstiftung nicht ordnungsgemäß angezeigt. Toivola versprach Aufklärung und rasche Begleichung unberechtigter Vergütungen.

## Filmografie (Auswahl)

### Serien
- 2005: Käenpesä, Fernsehserie, als Samir Kibaki
- 2006: Ähläm Sähläm, Fernsehserie, als Heikki
- 2006: Osasto 5, Fernsehserie, als Ahmed Mattila
- 2008:	Röyhkeä diplomaatti
- 2009:	Big Brother Extra
- 2010:	Make Up
- 2011:	Tanssii tähtien kanssa
- 2012:	Putous
- 2013:	Pakko tanssia

### Filme
- 2003: Kuilu mielessä
- 2006:	Siilijuttu
- 2010:	Päivät kuin unta
- 2013:	Leijonasydän
- 2017:	Onneli, Anneli ja salaperäinen muukalainen